# Admiral Scheer (cruzador)
O Admiral Scheer foi um cruzador pesado operado pela Reichsmarine e depois pela sucessora Kriegsmarine e a segunda embarcação da Classe Deutschland, depois do Deutschland e seguido pelo Admiral Graf Spee. Sua construção começou junho de 1931 na Reichsmarinewerft Wilhelmshaven e foi lançado ao mar no começo de abril de 1933, sendo comissionado na frota alemã em novembro do ano seguinte. Era armado com uma bateria principal composta por seis canhões de 283 milímetros montados em duas torres de artilharia triplas, tinha um deslocamento carregado de mais de quinze mil toneladas e meia e alcançava uma velocidade máxima de 28 nós (52 quilômetros por hora).
O navio teve uma carreira bem ativa, participando de patrulhas de não-intervenção na Guerra Civil Espanhola, durante a qual também realizou um bombardeio do porto de Almeria em maio de 1937. Seu primeiro ano da Segunda Guerra Mundial transcorreu sem atuar ativamente, mas passou por reformas no início de 1940. Sua primeira operação no conflito foi atacar embarcações mercantes no Oceano Atlântico e depois brevemente também no Oceano Índico. O Admiral Scheer afundou dezessete navios entre novembro de 1940 e março de 1941, fazendo dele a embarcação de superfície alemã de maior sucesso nesse tipo de ação durante a guerra. Ele retornou para a Alemanha ao final da operação.
O Admiral Scheer foi então transferido para a Noruega com o objetivo de atacar comboios Aliados para a União Soviética. Se envolveu em meados de 1942 em uma surtida para o Mar de Kara a fim de atacar navios soviéticos, mas sem grande sucesso. O cruzador voltou para a Alemanha no final do ano e pelos dois anos seguintes foi usado como navio-escola no Mar Báltico. No final de 1944 foi colocado para apoiar operações em solo contra o Exército Soviético. Foi para Kiel em março de 1945 para passar por reparos, porém foi afundado em 9 de abril por um ataque aéreo britânico. Seus destroços foram parcialmente desmontados depois do fim da guerra, com o restante sendo enterrado no porto.

## Características

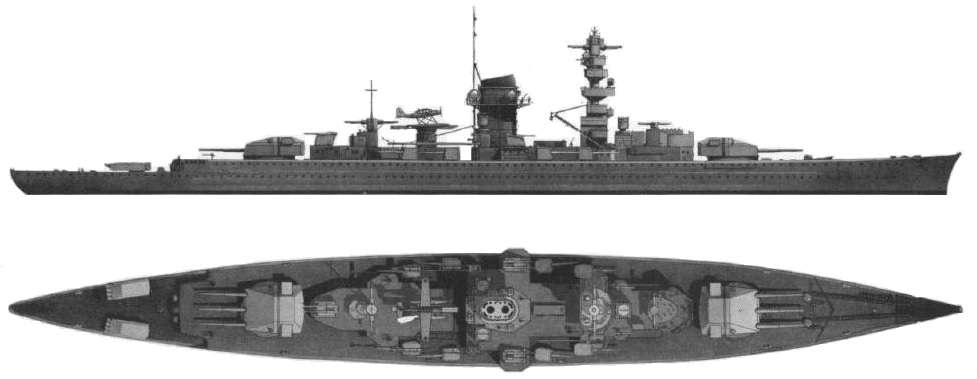
Desenho do Admiral Scheer

O Admiral Scheer tinha 186 metros de comprimento de fora a fora, uma boca de 21,34 metros e um calado máximo de 7,25 metros. Seu deslocamento projetado era de 13 660 toneladas, enquanto o deslocamento carregado era de 15 420 toneladas, porém a Alemanha afirmou oficialmente que a embarcação estava dentro do limite de 10 160 toneladas imposto pelo Tratado de Versalhes. Seu sistema de propulsão era composto por oito motores a diesel MAN dois tempos de ação dupla com nove cilindros divididos. Eles eram capazes de produzir até 54 mil cavalos-vapor (39,7 mil quilowatts) de potência, suficiente para uma velocidade máxima de 28 nós (52 quilômetros por hora). A uma velocidade de cruzeiro de vinte nós (37 quilômetros por hora), a autonomia era de dez mil milhas náuticas (dezenove mil quilômetros). Ao entrar em serviço sua tripulação era composta por 33 oficiais e 586 marinheiros, mas após 1935 ela cresceu consideravelmente e passou a ser de trinta oficiais e entre 921 e 1 040 marinheiros.
O armamento principal do Admiral Scheer consistia em seis canhões SK C/28 de 283 milímetros montados em duas torres de artilharia triplas, uma na frente e outra a ré da superestrutura. A bateria secundária tinha oito canhões SK C/28 de 149 milímetros em torres únicas instaladas a meia-nau, quatro em cada lateral. A bateria antiaérea originalmente tinha três canhões L/45 de 88 milímetros, mas estes foram substituídos em 1935 por seis canhões L/78 de 88 milímetros. Estas armas foram todas removidas em 1940 e substituídas por seis canhões L/65 de 105 milímetros, quatro canhões SK C/30 de 37 milímetros e até 28 canhões Flak 30 de 20 milímetros. Ao final da guerra a bateria antiaérea tinha novamente sido reorganizada, consistindo em seis canhões Flak 28 de 40 milímetros, oito canhões de 37 milímetros e 33 canhões de 20 milímetros. Por fim, haviam oito tubos de torpedo de 533 milímetros em dois lançadores quádruplos montados na popa. O cinturão principal de blindagem tinha entre sessenta e oitenta milímetros de espessura. O convés superior tinha dezessete milímetros de espessura, enquanto o convés blindado principal ficava entre dezessete e 45 milímetros. As torres de artilharia principais tinham frentes de 140 milímetros e laterais de 85 milímetros. O navio também era equipado com dois hidroaviões Arado Ar 196 e uma catapulta de lançamento.

## História

### Início de serviço

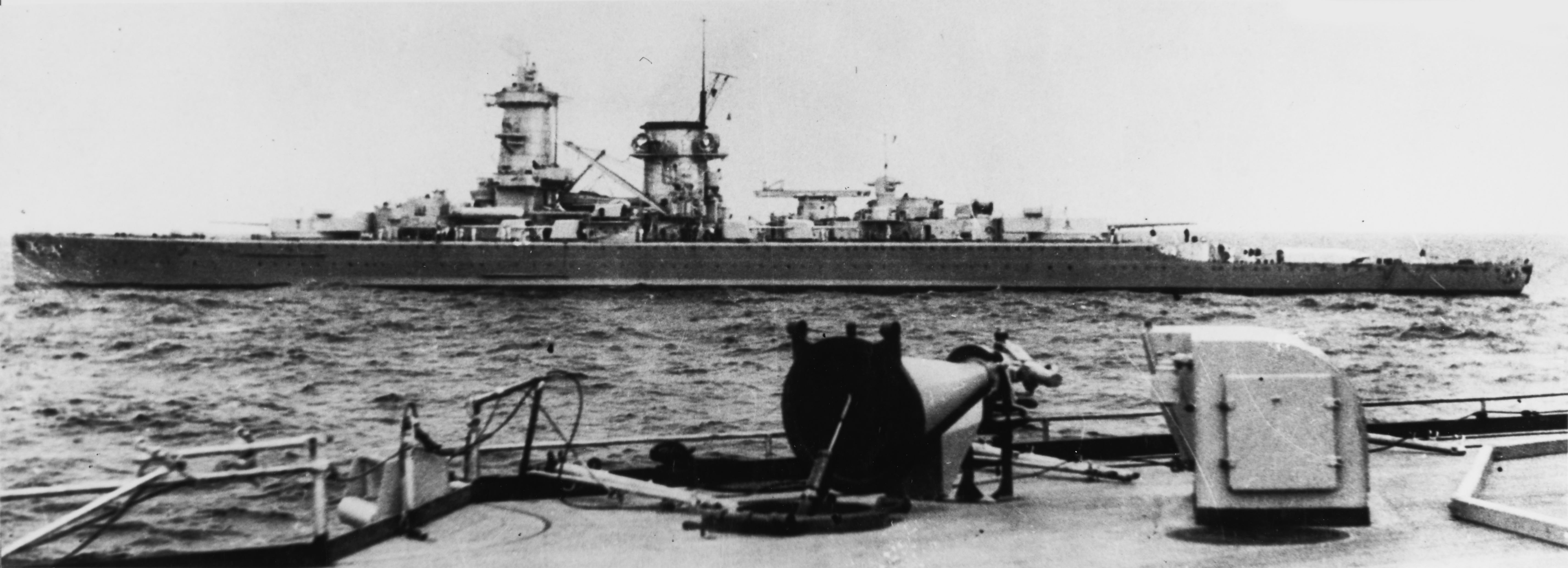
O Admiral Scheer em 1935

O Admiral Scheer foi construído pela Reichsmarinewerft Wilhelmshaven. Rearmamento naval não era popular com os partidos Social-Democrata e Comunista no parlamento alemão, assim um novo navio da Classe Deutschland só foi aprovado em 1931. Foi encomendado com o nome provisório de Ersatz Lothringen, com seu orçamento tendo sido aprovado depois do Partido Social-Democrata se abster da votação para impedir uma crise política. Seu batimento de quilha ocorreu em 25 de junho de 1931, sob o número de construção 123. Foi lançado ao mar em 1º de abril de 1933, quando foi batizado por Marianne Besserer, filha do almirante Reinhard Scheer, o homônimo da embarcação. Foi finalizado em 12 de novembro de 1934, mesmo dia em que foi comissionado na frota alemã. O antigo pré-dreadnought Hessen foi tirado de serviço e sua tripulação transferida para o Admiral Scheer.
O capitão de mar Wilhelm Marschall foi colocado no comando do cruzador assim que ele foi comissionado. A embarcação passou o restante do ano realizando testes marítimos e treinando sua tripulação. Uma nova catapulta e um sistema de pouso a velas instalados em 1935 para que pudesse operar seus hidroaviões em mares bravios. O Admiral Scheer foi declarado pronto para seu primeiro grande cruzeiro em outubro de 1935, visitando Madeira entre os dias 25 e 28 de outubro, retornando então para Kiel em 8 de novembro. No verão seguinte viajou pelo Skagerrak e pelo Canal da Mancha até o Mar da Irlanda, visitando Estocolmo na Suécia durante a viagem de volta.

### Guerra Civil Espanhola

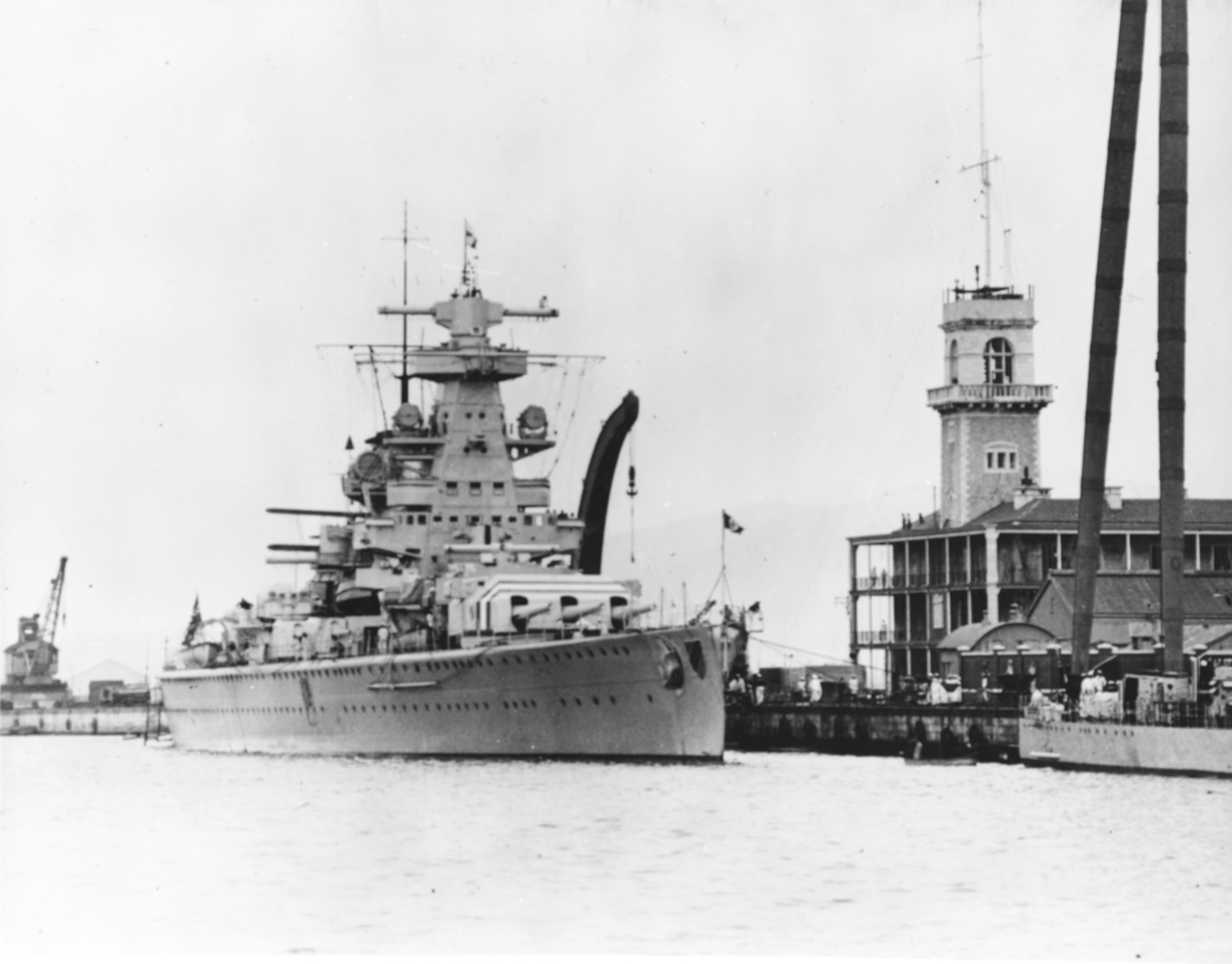
O Admiral Scheer atracado em Gibraltar em meados de 1936

A primeira operação internacional do Admiral Scheer começou em julho de 1936, quando foi enviado para Espanha a fim de evacuar cidadãos alemães presos em meio à Guerra Civil Espanhola. A partir de 6 de agosto serviu junto com seu irmão Deutschland em patrulhas de não-intervenção próximo dos litorais mantidos pela facção republicana. Marschall foi substituído pelo capitão de mar Otto Ciliax em setembro como o oficial comandante. O navio realizou quatro viagens para patrulhas de não-intervenção até junho de 1937. Seu objetivo oficial era controlar a quantidade de material bélico que entrava na Espanha, porém ele também registrava os navios soviéticos que levavam suprimentos para os republicanos e protegiam as embarcações que entregavam armas alemãs para a facção nacionalista. O Deutschland foi atacado e danificado por aeronaves da Força Aérea da República Espanhola próximo de Ibiza no dia 29 de maio de 1937, com o Admiral Scheer recebendo ordens para bombardear o porto republicano de Almeria como retaliação. O cruzador chegou no local às 7h29min do dia 31 de maio, o aniversário da Batalha da Jutlândia na Primeira Guerra Mundial, abrindo fogo contra baterias costeiras, instalações navais e navios atracados no porto enquanto a hasteava a Bandeira Imperial de Guerra. Foi substituído em suas funções na Espanha por seu irmão Admiral Graf Spee em 26 de junho, permitindo que voltasse a Wilhelmshaven, onde chegou em 1º de julho. O Admiral Scheer mesmo assim retornou para o Mar Mediterrâneo entre agosto e outubro do mesmo ano.

### Segunda Guerra Mundial
A Segunda Guerra Mundial começou em setembro de 1939, mas o Admiral Scheer permaneceu ancorado na rada de Schillig, próximo de Wilhelmshaven, junto com o cruzador pesado Admiral Hipper. Dois grupos de cinco bombardeiros britânicos Bristol Blenheim atacaram os navios em 4 de setembro. O primeiro grupo surpreendeu os artilheiros antiaéreos a bordo do Admiral Scheer, que mesmo assim conseguiram abater uma das aeronaves. Uma bomba acertou seu convés, mas não explodiu, com outras duas detonando na água próximas a embarcação. As bombas restantes também não explodiram. O segundo grupo de Blenheim enfrentou defesas antiaéreas alemãs em alerta, com quatro dos cinco bombardeiros sendo abatidos. O Admiral Scheer escapou ileso do ataque. O capitão de mar Theodor Krancke assumiu o comando do cruzador em novembro.
O navio passou por uma reforma enquanto seus dois irmãos estavam em operações contra embarcações mercantes Aliadas no Oceano Atlântico. As modificações ocorreram no primeiros meses de 1940, incluindo a instalação de uma nova proa clipper curvada. Além disso, sua grande torre de comando foi substituída por uma estrutura mais leve e ele foi reclassificado de navio blindado para cruzador pesado. Armas antiaéreas adicionais foram instaladas junto com um equipamento de radar aprimorado. Bombardeiros britânicos atacaram o Admiral Scheer e o couraçado Tirpitz entre os dias 19 e 20 de julho, porém não acertaram. Foi declarado apto para o serviço no dia 27

#### Surtida no Atlântico
O Admiral Scheer partiu em outubro de 1940 para sua primeira surtida de combate. Atravessou o Estreito da Dinamarca na noite de 31 de outubro e entrou no Oceano Atlântico. Seu equipamento de interceptação de rádio identificou o comboio HX 84, que tinha deixado Halifax na Nova Escócia. Os hidroaviões localizaram o comboio em 5 de novembro. O cruzador auxiliar HMS Jervis Bay, a única escolta do comboio, tentou impedir que ele atacasse o comboio, que recebeu ordens de se espalhar sob a cobertura de uma cortina de fumaça. O primeiro disparo do Admiral Scheer acertou o Jervis Bay, desabilitando seus equipamentos de rádio e de direção. Projéteis do segundo disparo acertaram a ponte de comando e mataram o capitão Edward Fegen, seu oficial comandante. O Jervis Bay afundou em apenas 22 minutos, mas o duelo atrasou o Admiral Scheer o suficiente para que a maioria do comboio escapasse. A embarcação alemã afundou apenas cinco dos 37 navios do comboio, porém um sexto foi depois afundado pela Luftwaffe.
O cruzador encontrou e capturou o navio refrigerador britânico SS Duquesa em 18 de dezembro. Este enviou um sinal de socorro, algo que o Admiral Scheer deliberadamente permitiu que ocorresse com o objetivo de atrair as forças navais britânicas na região. Krancke queria atrair os navios de guerra inimigos a fim de desviar a atenção do Admiral Hipper, que tinha acabado de passar pelo Estreito da Dinamarca. Os porta-aviões HMS Formidable e HMS Hermes, o cruzador pesado HMS Dorsetshire, os cruzadores rápidos HMS Neptune e HMS Dragon e o cruzador auxiliar HMS Pretoria Castle convergiram para caçar a embarcação alemã, mas não conseguiram encontrá-lo.
Entre 26 de dezembro e 7 de janeiro de 1941, o Admiral Scheer se encontrou com os navios de suprimento Nordmark e Eurofeld, o cruzador auxiliar Thor, mais os navios capturados Duquesa e SS Storstad. Ele transferiu uns seiscentos prisioneiros para o Storstad enquanto reabasteciam do Nordmark e do Eurofeld. O Admiral Scheer capturou mais três navios mercantes entre 18 e 20 de janeiro, incluindo o navio-tanque norueguês SS Sandefjord. O cruzador seguiu para o Oceano Índico em fevereiro.
O Admiral Scheer se encontrou com o cruzador auxiliar Atlantis e o navio de suprimentos MS Tannenfels em 14 de fevereiro a aproximadamente mil milhas náuticas (1,9 mil quilômetros) ao leste de Madagascar. As embarcações reabasteceram do Tannenfels e trocaram informações sobre o tráfego mercante Aliado na área, separando-se no dia 17. O Admiral Scheer navegou para o norte rumo às Seicheles, onde encontrou dois navios mercantes com seus hidroaviões. Ele capturou o navio-tanque britânico SS British Advocate e afundou o grego SS Grigorios. Um terceiro, o SS Canadian Cruiser, enviou um sinal de socorro antes de ser afundado em 21 de fevereiro. O cruzador encontrou e afundou uma quarta embarcação no dia seguinte, o cargueiro holandês SS Rantaupandjang, porém este também conseguiu enviar um sinal de socorro antes de afundar.
O cruzador rápido britânico HMS Glasgow, que estava patrulhando a área, recebeu as duas mensagens de socorro dos navios mercantes vítimas do cruzador alemão. Ele lançou seus hidroaviões de reconhecimento que avistaram o Admiral Scheer logo no dia 22 de fevereiro. O vice-almirante Ralph Leatham, o comandante da Estação das Índias Orientais, enviou o Hermes, os cruzadores pesados HMS Hawkins, HMS Shropshire e o australiano HMAS Canberra, mais os cruzadores rápidos HMS Capetown e HMS Emerald para caçarem a embarcação alemã. Krancke deu ordens para que seguissem rumo sudoeste a fim de fugir de seus perseguidores, retornando para o Oceano Atlântico em 3 de março. Os britânicos, enquanto isso, abandonaram sua procura em 25 de fevereiro quando ficou claro que o Admiral Scheer tinha deixado a área.
O navio seguiu para o norte, atravessando o Estreito da Dinamarca entre 26 e 27 de março e escapando dos cruzadores rápidos HMS Fiji e HMS Nigeria. Chegou em Bergen em 30 de março, passando o dia no Fiorde de Grimstad. Um contratorpedeiro de escolta o acompnhou na viagem até Kiel, onde chegaram em 1º de abril. No decorrer de sua operação, o Admiral Scheer navegou mais de 46 mil milhas náuticas (85 mil quilômetros) e afundou dezessete navios mercantes para um total de 113 223 toneladas. Foi de longe a embarcação de superfície alemã de maior sucesso nesse tipo de ação durante a guerra. Krancke deixou o comando do navio ao chegar na Alemanha e foi substituído em junho pelo capitão de mar Wilhelm Meendsen-Bohlken. Foi planejado que Admiral Scheer e seu irmão Lützow, o antigo Deutschland, partissem em uma nova missão para atacar embarcações mercantes no fim de 1941, porém isto foi abandonado devido à perda do couraçado Bismarck em maio e a destruição da rede de reabastecimento alemã pela Marinha Real Britânica após o naufrágio do Bismarck. O cruzador foi para Oslo entre os dias 4 e 8 de setembro. Enquanto esteve lá, o Esquadrão Nº 90 da Força Aérea Real realizou dois ataques fracassados contra o navio com bombardeiros Boeing B-17 Flying Fortress. O Admiral Scheer deixou Oslo no dia 8 e foi para Swinemünde.

#### Ações na Noruega

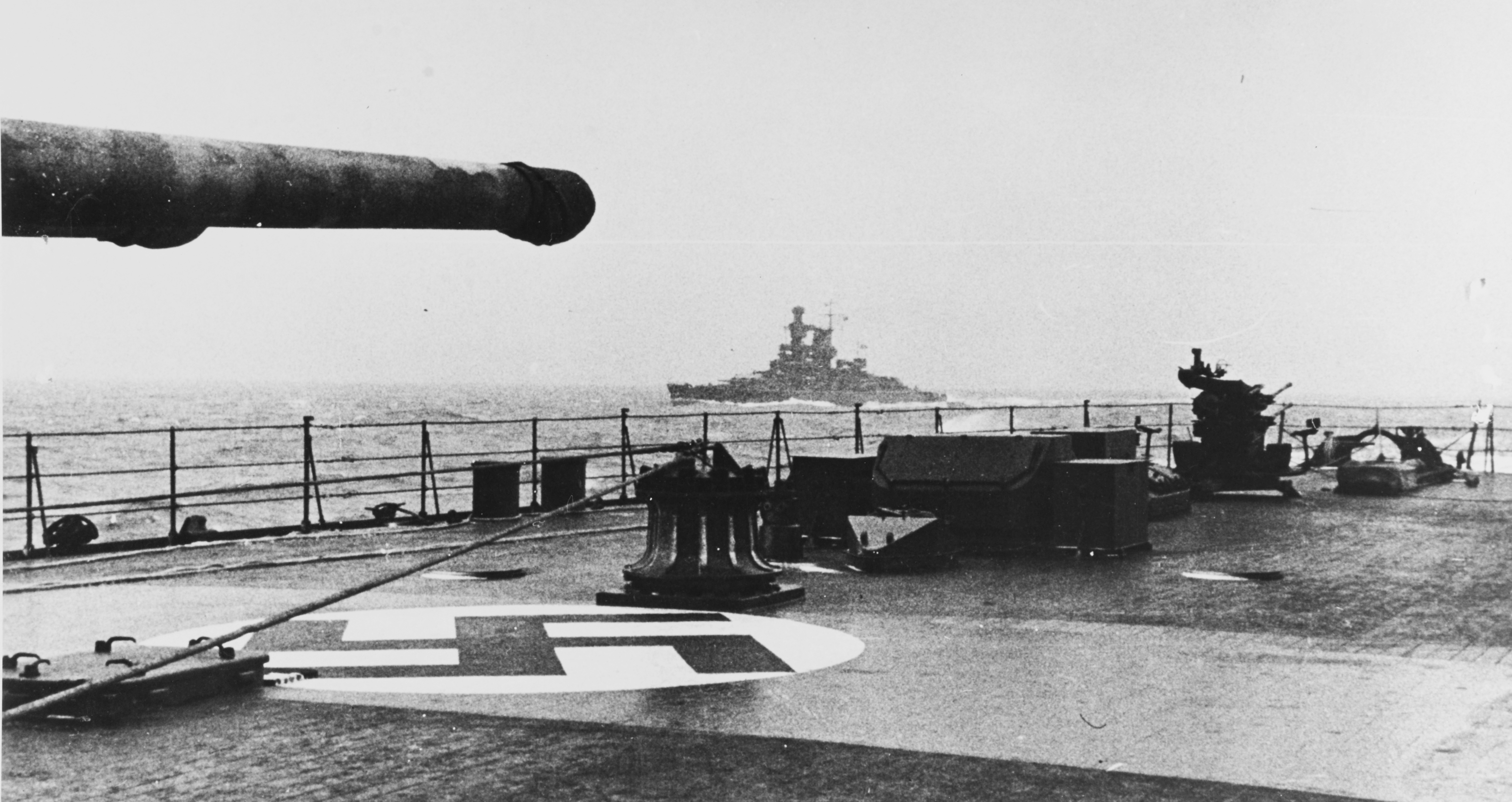
O Admiral Scheer indo para a Noruega, visto do Prinz Eugen em fevereiro de 1942

O Admiral Scheer, o cruzador pesado Prinz Eugen e os contratorpedeiros Z4 Richard Beitzen, Z5 Paul Jakobi, Z7 Hermann Schoemann, Z14 Friedrich Ihn e Z25 foram para a Noruega em 21 de fevereiro de 1942. Eles pararam brevemente no Fiorde de Grimstad e prosseguiram para Trondheim. O Prinz Eugen foram torpedeado dois dias depois. A primeira operação do Admiral Scheer na Noruega foi a Operação Movimento do Cavalo em julho. Os navios partiram no dia 2 em uma tentativa de interceptarem o comboio PQ 17. O Admiral Scheer e o Lützow formaram um grupo, enquanto o Tirpitz e o Admiral Hipper outro. O Lützow e três contratorpedeiros encalharam no caminho para o ponto de encontro, forçando o grupo a abandonar a operação. O Admiral Scheer recebeu ordens para se juntar ao Tirpitz e o Admiral Hipper no Fiorde de Alta. Os britânicos detectaram a partida dos alemães e ordenaram que o comboio se espalhasse. Os alemães souberam que a surpresa tinha sido perdida e abandonaram o ataque de superfície, deixando a destruição do comboio PQ 17 para os submarinos e a Luftwaffe. No final, 24 das 35 embarcações do comboio foram afundadas.
O navio realizou em agosto a Operação País das Maravilhas, um surtida para Mar de Kara com o objetivo de interditar o tráfego mercante soviético e atacar alvos de oportunidade na região. A duração da missão e as distâncias envolvidas impediram uma escolta de contratorpedeiros, assim apenas três destes escoltariam o Admiral Scheer até próximo de Nova Zembla, ponto em que retornariam para a Noruega. Dois submarinos, o U-251 e U-456, patrulhariam o Estreito de Kara e o Estreito de Iugor. Os alemães originalmente tinham a intenção de enviar o Admiral Scheer junto com o Lützow, mas este estava indisponível por ter encalhado e se danificado no mês anterior.

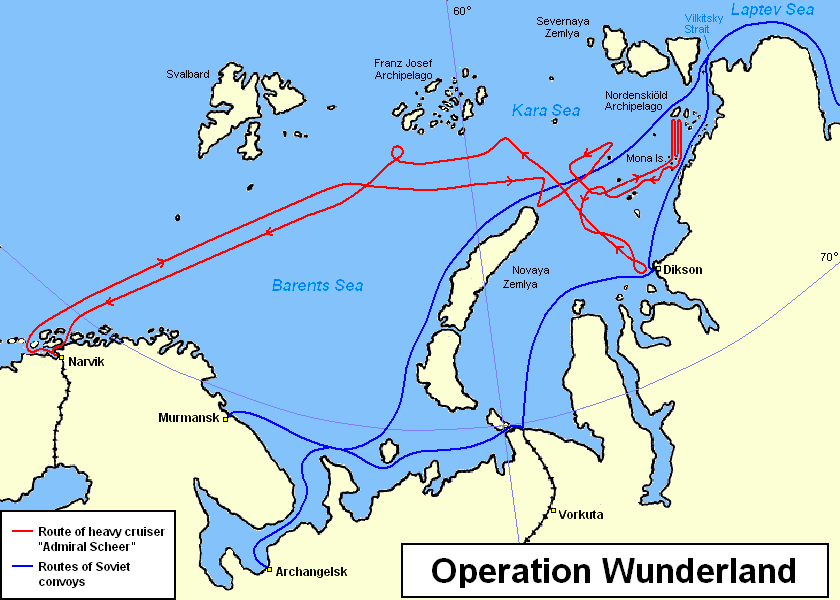
Mapa mostrando a rota do Admiral Scheer na Operação País das Maravilhas

A operação exigia completo silêncio no rádio a fim de garantir surpresa. Isto exigiu que Meendsen-Bohlken tivesse total controle tático e operacional de seu navio; comandos em terra não poderiam direcionar a missão. O Admiral Scheer e os contratorpedeiros deixaram Narvik em 16 de agosto e seguiram em um curso para o norte de Nova Zembla. O cruzador encontrou muito gelo ao entrar no Mar de Kara. Os hidroaviões, além de procurarem por embarcações mercantes, também foram usados para encontrarem caminhos pelos campos de gelo. Ele encontrou o quebra-gelo soviético Alexander Sibiryakov no dia 25, que foi afundado pelo Admiral Scheer, porém antes foi capaz de enviar um sinal de socorro. O navio alemão seguiu para o sul e dois dias depois chegou no porto de Dikson. Ele danificou duas embarcações no porto e bombardeou instalações portuárias. Meendsen-Bohlken considerou enviar uma equipe de desembarque, porém disparos de baterias costeiras soviéticas o convenceram a abandonar o plano. O comandante decidiu retornar para Narvik logo em seguida, chegando no dia 30 sem alcançar muito sucesso.
O Admiral Scheer, Tirpitz e os contratorpedeiros Z4 Richard Beitzen, Z16 Friedrich Eckoldt, Z23, Z28 e Z29 deixaram a Baía de Bogen em 23 de outubro e seguiram para Trondheim. O Tirpitz permaneceu no local para poder passar por reparos, enquanto o Admiral Scheer e o Z28 continuaram navegando de volta para a Alemanha. O capitão de fragata Ernst Gruber atuou como o comandante interino do cruzador a partir do fim de novembro. O navio voltou para Wilhelmshaven em dezembro para uma grande reforma, porém foi logo atacado e danificado levemente por bombardeiros britânicos. Consequentemente, ele foi movido para o porto menos exposto de Swinemünde. O capitão de mar Richard Rothe-Roth assumiu o comando da embarcação em fevereiro de 1943. Depois disso o Admiral Scheer fez parte do Grupo de Treinamento de Frota até o final de 1944.

#### Fim da guerra
O capitão de mar Ernst-Ludwig Thienemann assumiu o comando do navio em abril de 1944, seu último oficial comandante. O Admiral Scheer, os contratorpedeiros Z25 e Z35, mais a 2ª Flotilha de Barcos Torpedeiros substituíram o Prinz Eugen e vários contratorpedeiros em 22 de novembro no apoio a forças alemãs lutando contra os soviéticos na ilha de Ösel. As Forças Aéreas Soviética lançaram vários ataques contra os alemães, todos repelidos com sucesso por um ferrenho fogo antiaéreo. Um dos hidroaviões do Admiral Scheer foi abatido. As forças navais alemãs completaram uma evacuação da ilha na noite de 23 para 24 de novembro. No total, 4 694 tropas foram evacuadas.

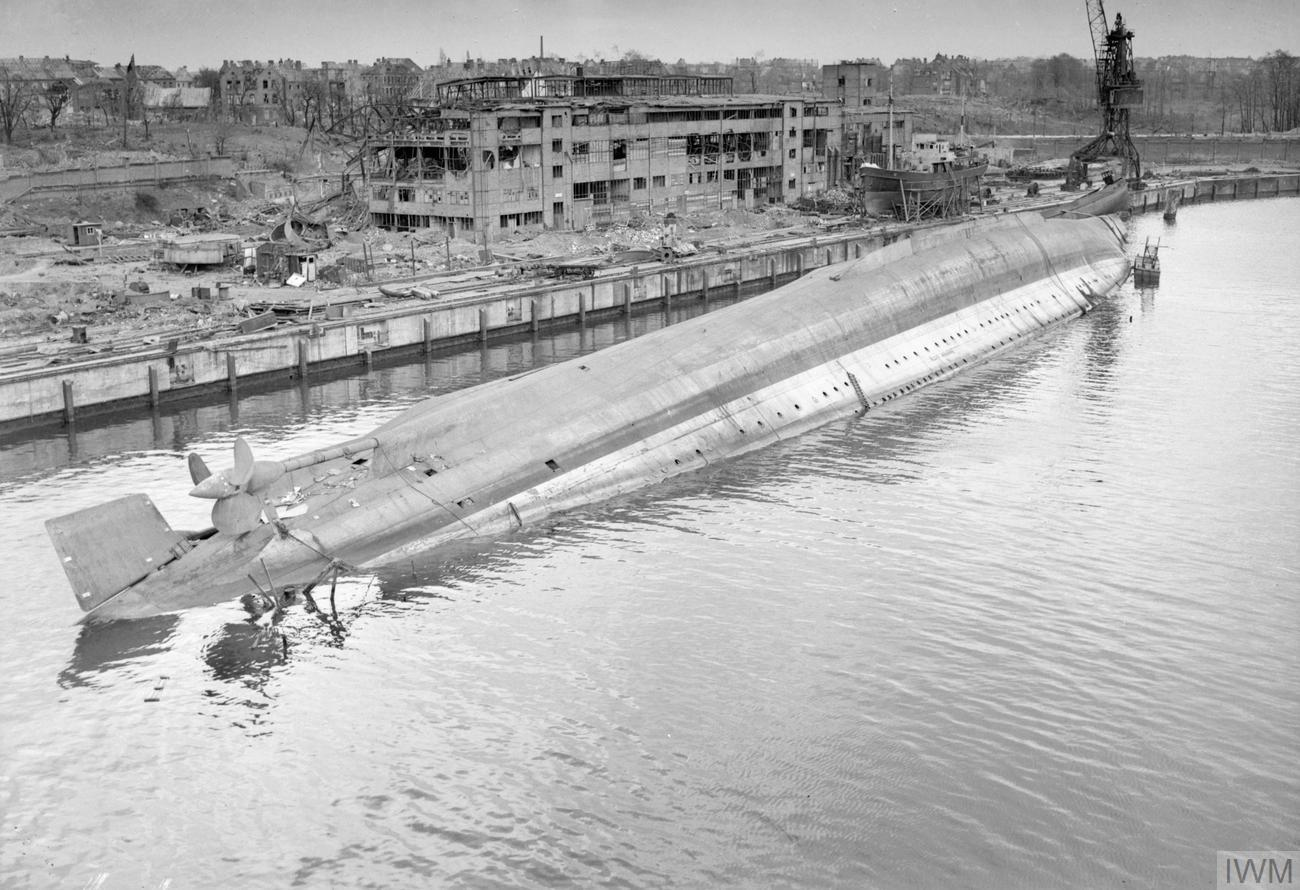
O Admiral Scheer emborcado em Kiel em 1945 após a guerra

O Admiral Scheer ficou em Samland no início de fevereiro de 1945 junto com vários barcos torpedeiros em apoio a forças alemãs que enfrentavam os soviéticos na área. Os navios começaram a bombardear posições inimigas no dia 9. Os alemães lançaram um contra-ataque local entre os dias 18 e 24, com o cruzador e os barcos torpedeiros proporcionando suporte de artilharia, tendo como alvo posições soviéticas próximas de Peyse e Gross-Heydekrug. O ataque alemão restaurou temporariamente o conexão com Königsberg. Os canhões do cruzador estava muito gastos por volta de março e necessitavam de reparos. A embarcação partiu do Mar Báltico em 8 de março para que suas armas fossem realinhadas em Kiel; na viagem transportou oitocentos refugiados civis e duzentos soldados feridos. Um campo minado impediu que ele alcançasse Kiel, assim desembarcou seus passageiros em Swinemünde. Mesmo com seus canhões gastos ele bombardeou de novo forças soviéticas perto de Kolberg até gastar toda sua munição restante.
Mais refugiados foram embarcados em Swinemünde e o Admiral Scheer conseguiu navegar pelos campos minados até Kiel, onde chegou no dia 18. Sua torre de artilharia de ré teve seus canhões substituídos na Deutsche Werke no início de abril. A maior parte de sua tripulação desembarcou durante o processo de reparo. Um grande ataque aéreo britânico com mais de trezentas aeronaves caiu sobre o porto de Kiel na noite de 9 de abril. O Admiral Scheer foi atingido e emborcou. Ele foi parcialmente desmontado após o fim da guerra, porém parte de seu casco foi deixado no lugar e enterrado embaixo dos destroços do ataque quando os portos internos foram preenchidos no pós-guerra. Não se sabe quantos morreram durante esse ataque.